# Geografia Unii Europejskiej

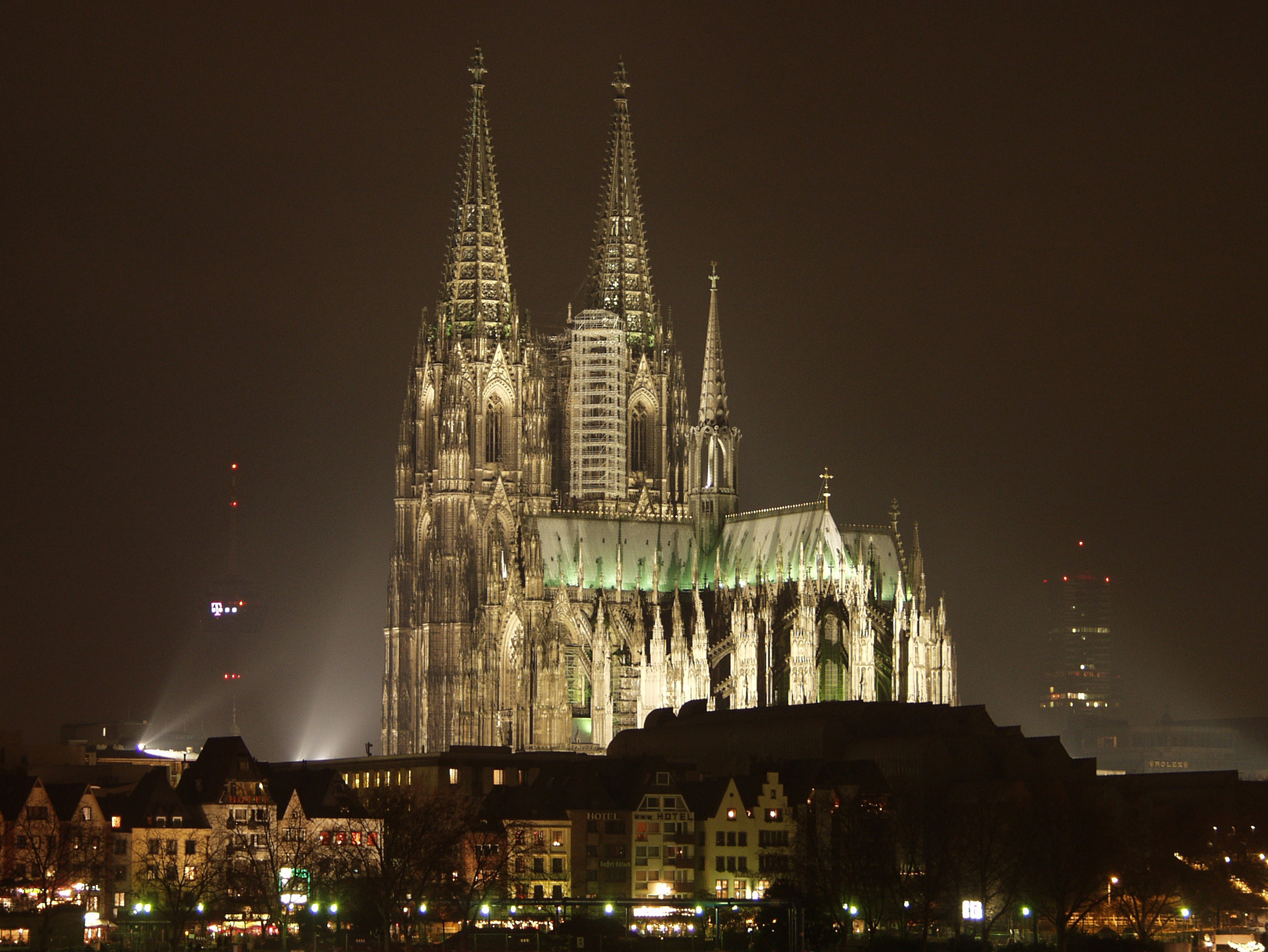
Kolonia

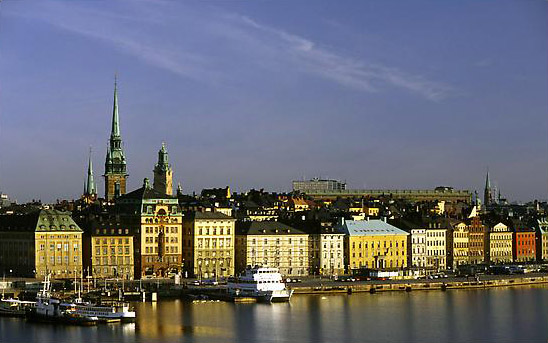
Sztokholm

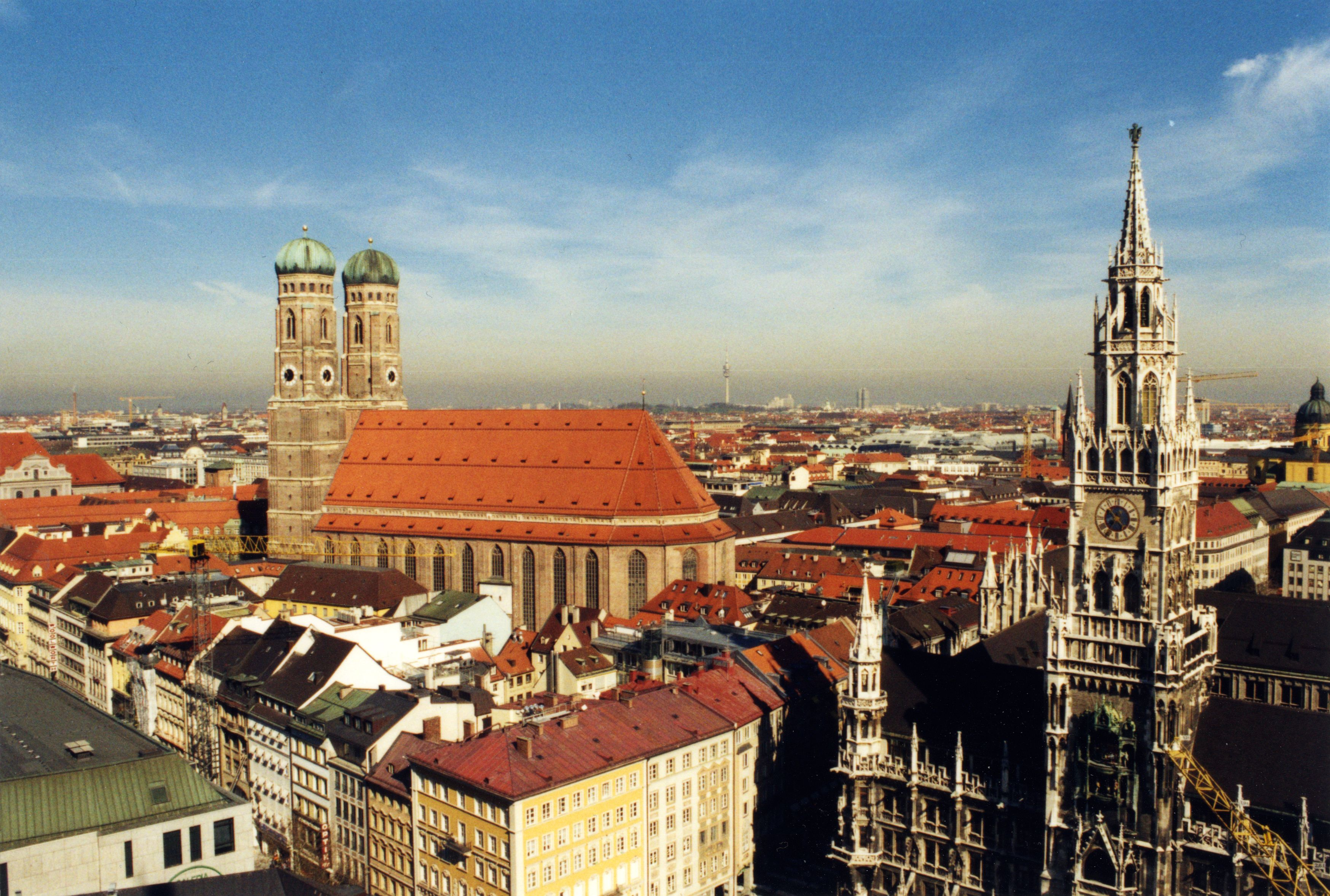
Monachium

Geografia Unii Europejskiej

## Geografia społeczna
Najludniejsze są Niemcy, najmniej ludności ma Malta.

### Urbanizacja
| Lp. | Miasto    | Ludność   | Zdjęcie |
| --- | --------- | --------- | ------- |
| 1.  | Berlin    | 3 644 826 |         |
| 2.  | Madryt    | 3 266 126 |         |
| 3.  | Rzym      | 2 879 728 |         |
| 4.  | Paryż     | 2 187 526 |         |
| 5.  | Warszawa  | 1 861 975 |         |
| 6.  | Hamburg   | 1 841 179 |         |
| 7.  | Bukareszt | 1 716 983 |         |
| 8.  | Budapeszt | 1 752 286 |         |
| 9.  | Wiedeń    | 1 897 491 |         |

Ponadto m.in.: Neapol, Lizbona, Hamburg, Monachium, Lille-Kortrijk.

## Obszar

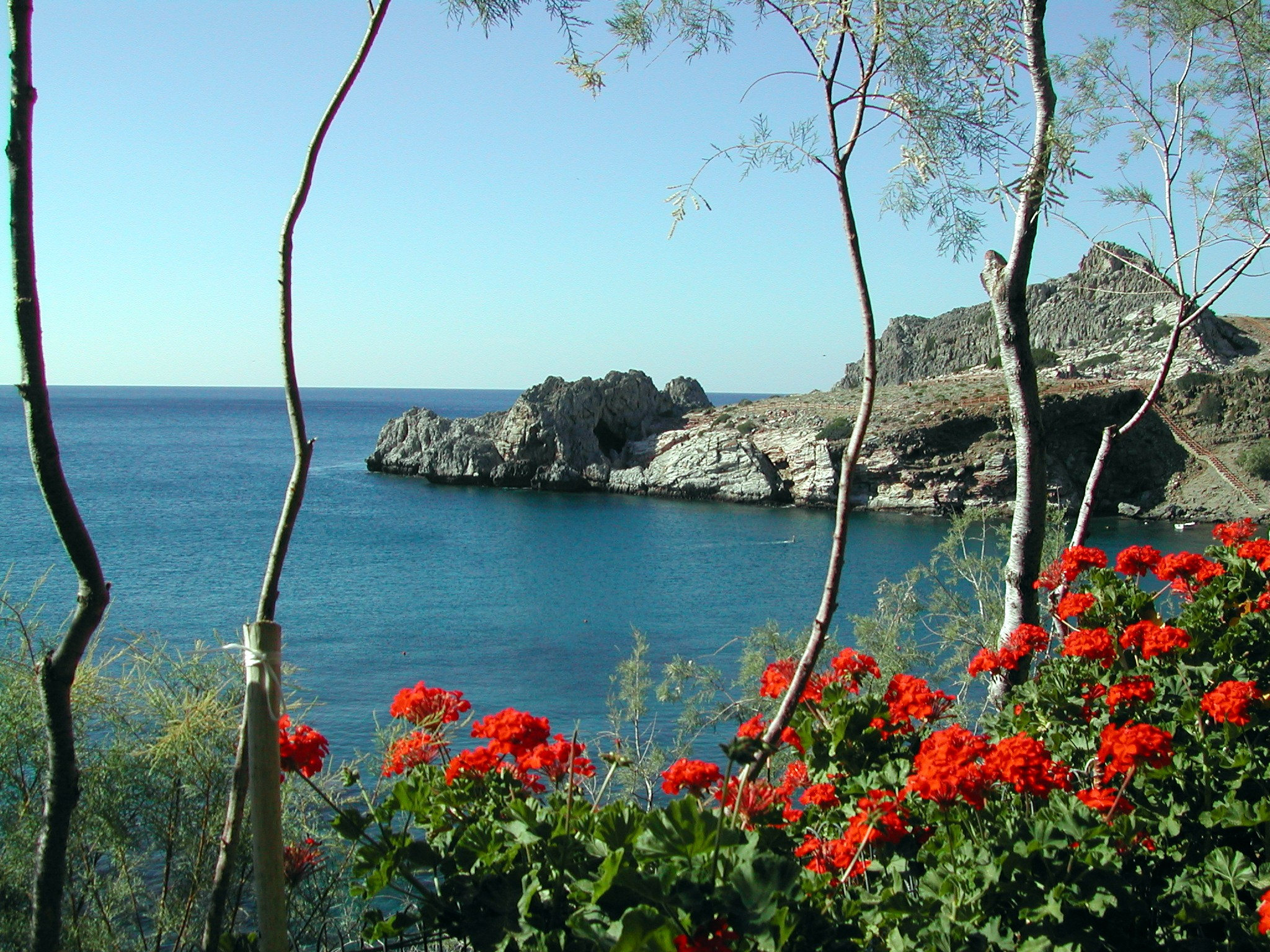
Wybrzeże Morza Śródziemnego (Kreta)

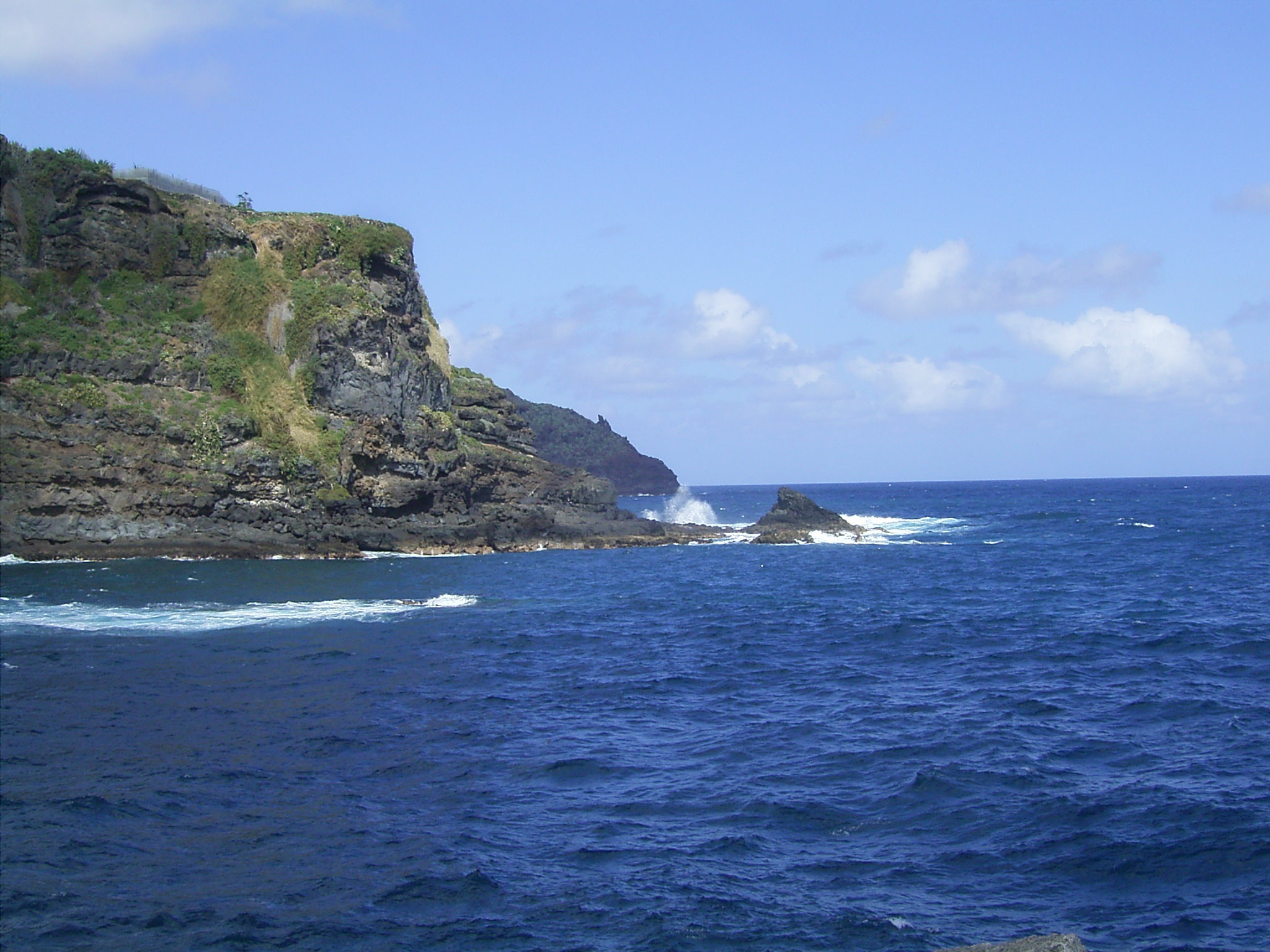
Wybrzeże Atlantyku (La Palma – Wyspy Kanaryjskie)

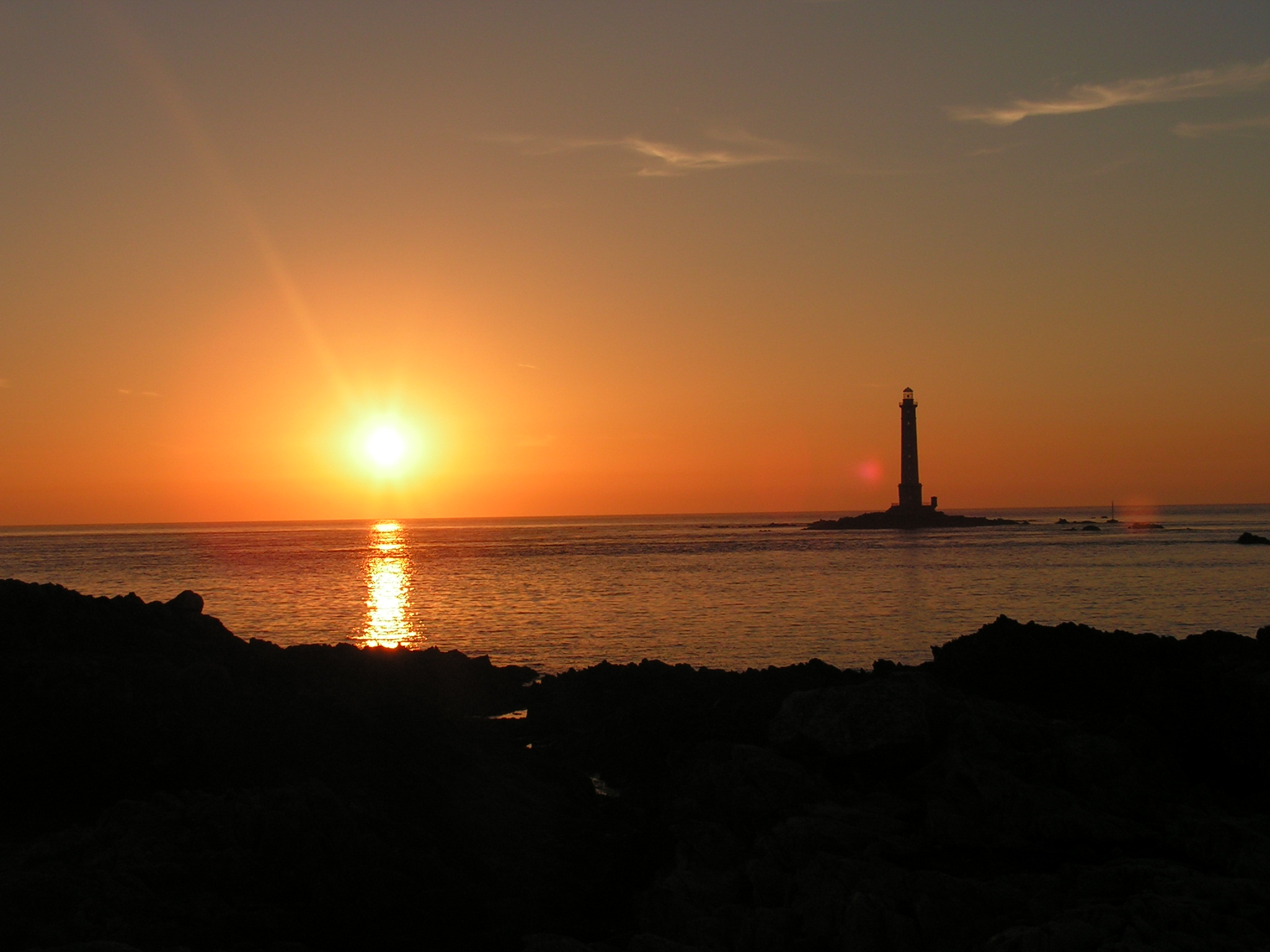
Wybrzeże Atlantyku (Półwysep Cotentin – La Hague)

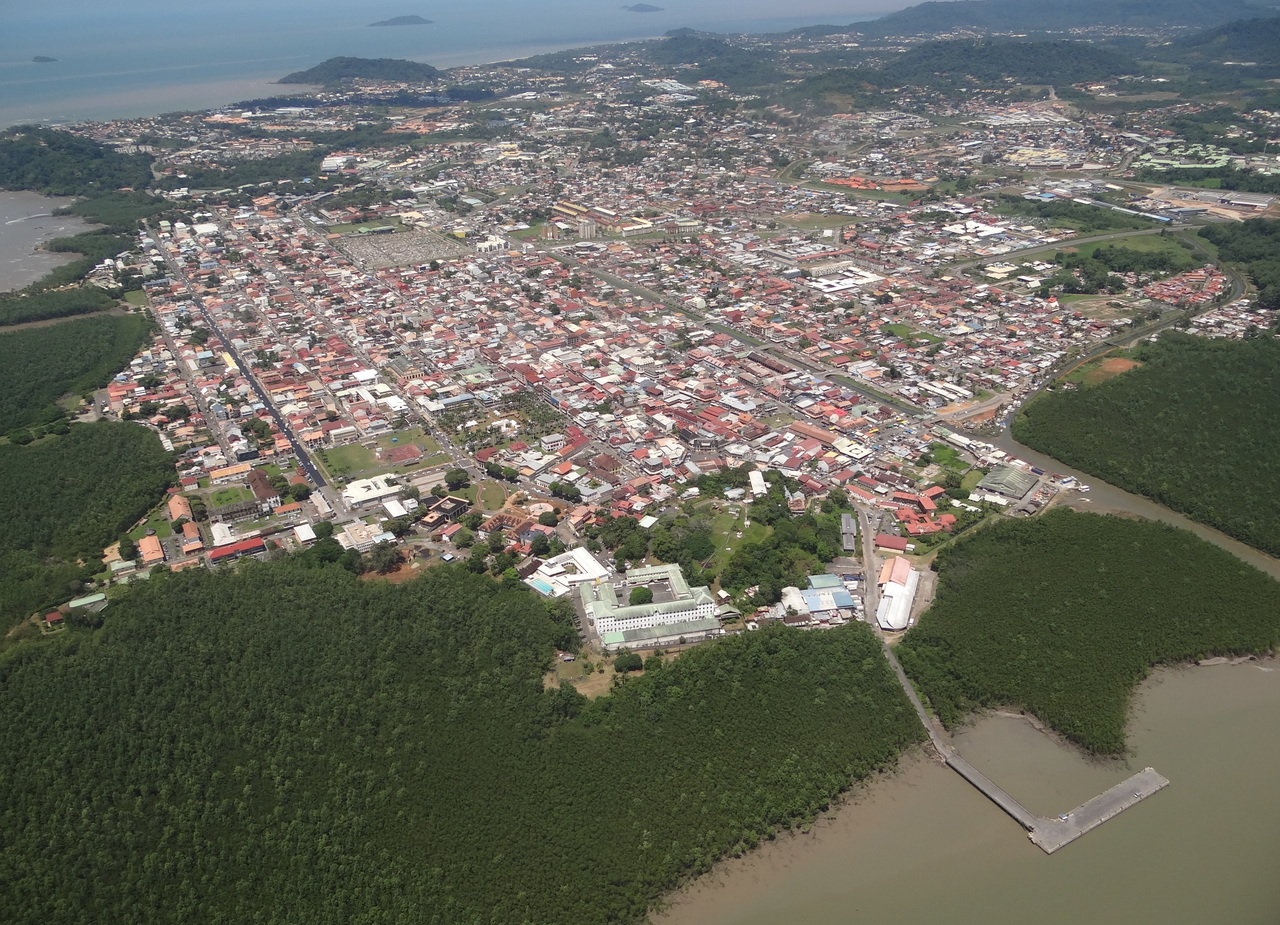
Wybrzeże Atlantyku (Gujana Francuska)

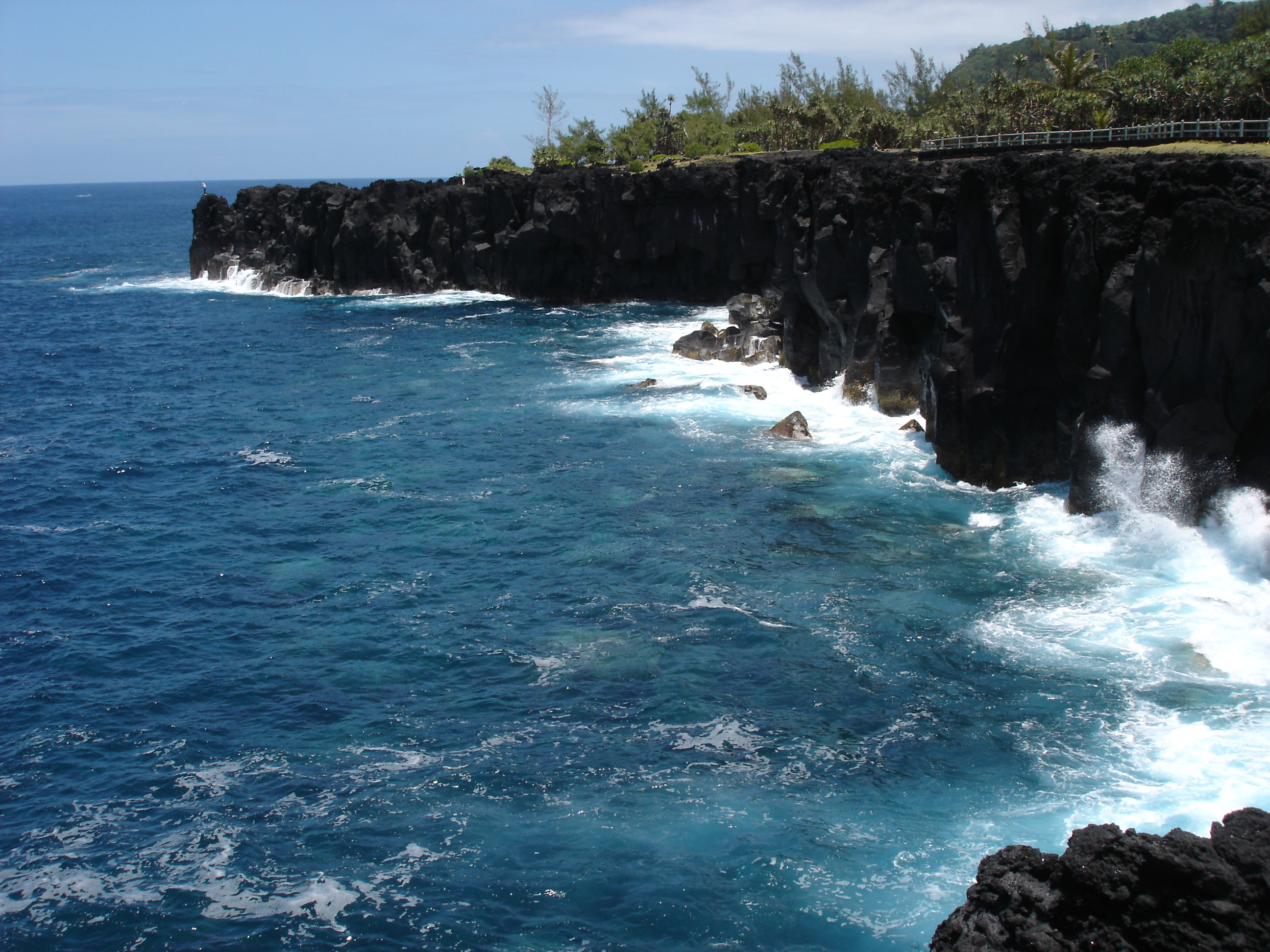
Wybrzeże Oceanu Indyjskiego (Reunion)

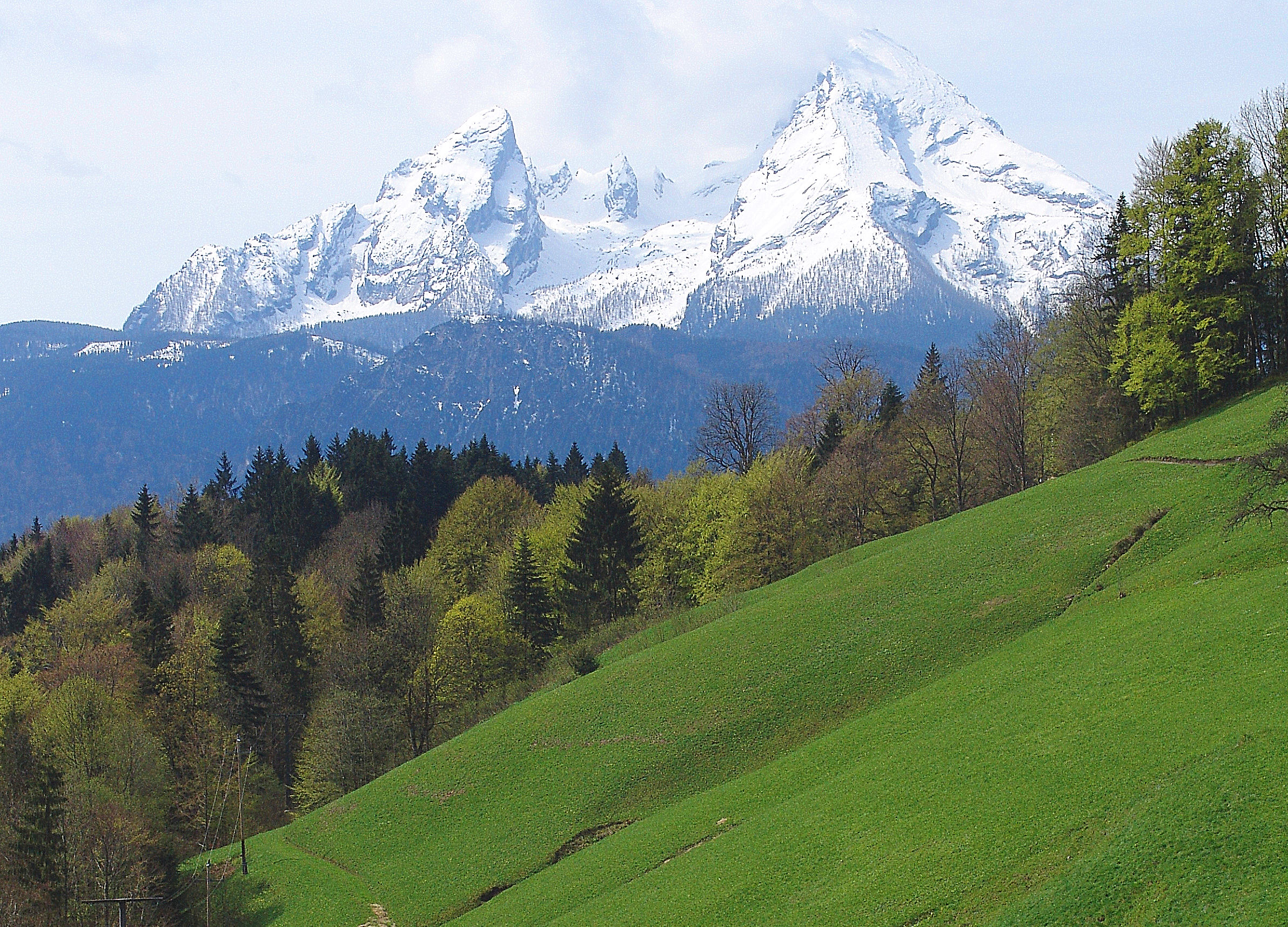
Watzmann (niemieckie Alpy)

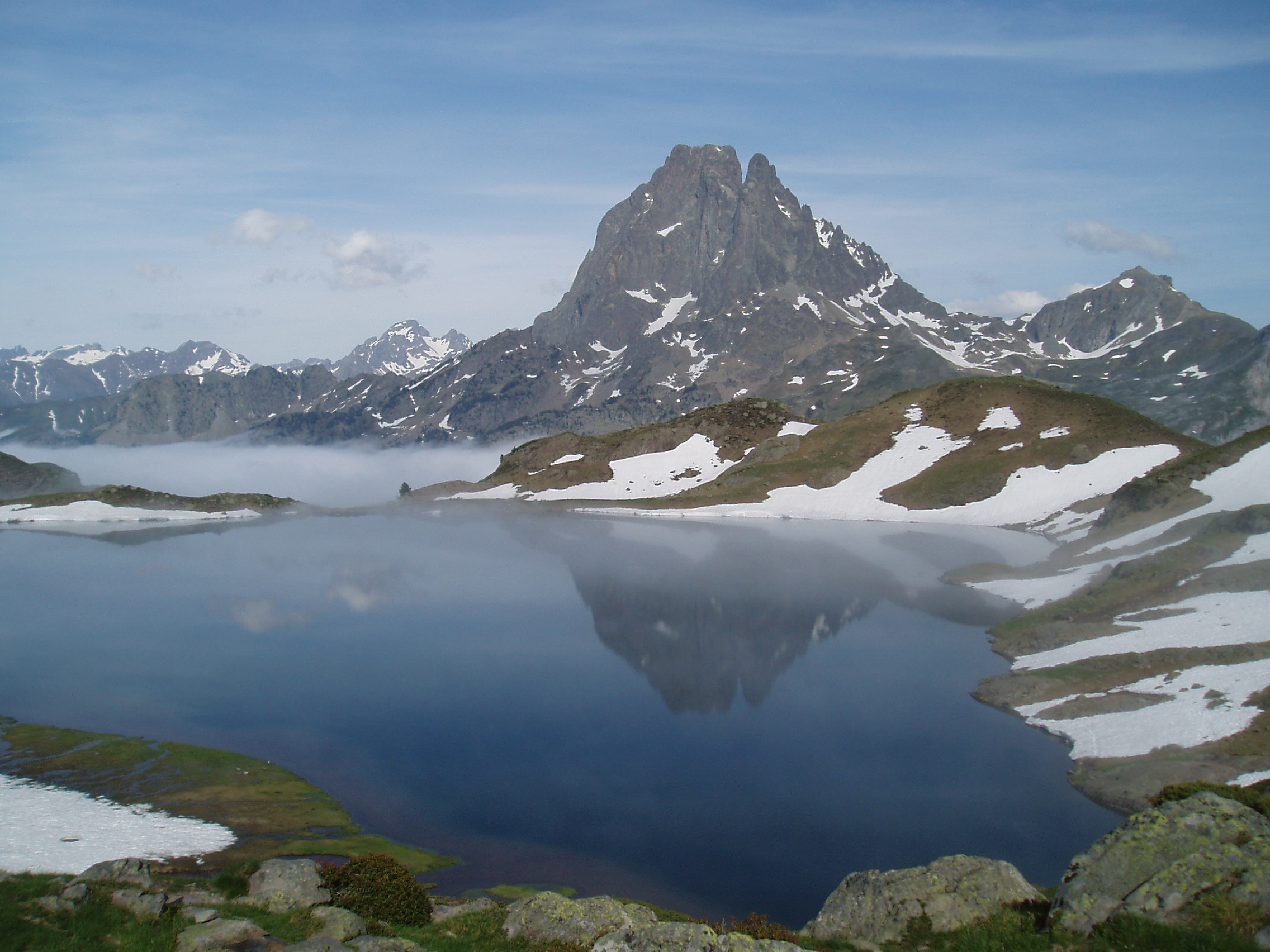
Midi d’Ossau (francuskie Pireneje)

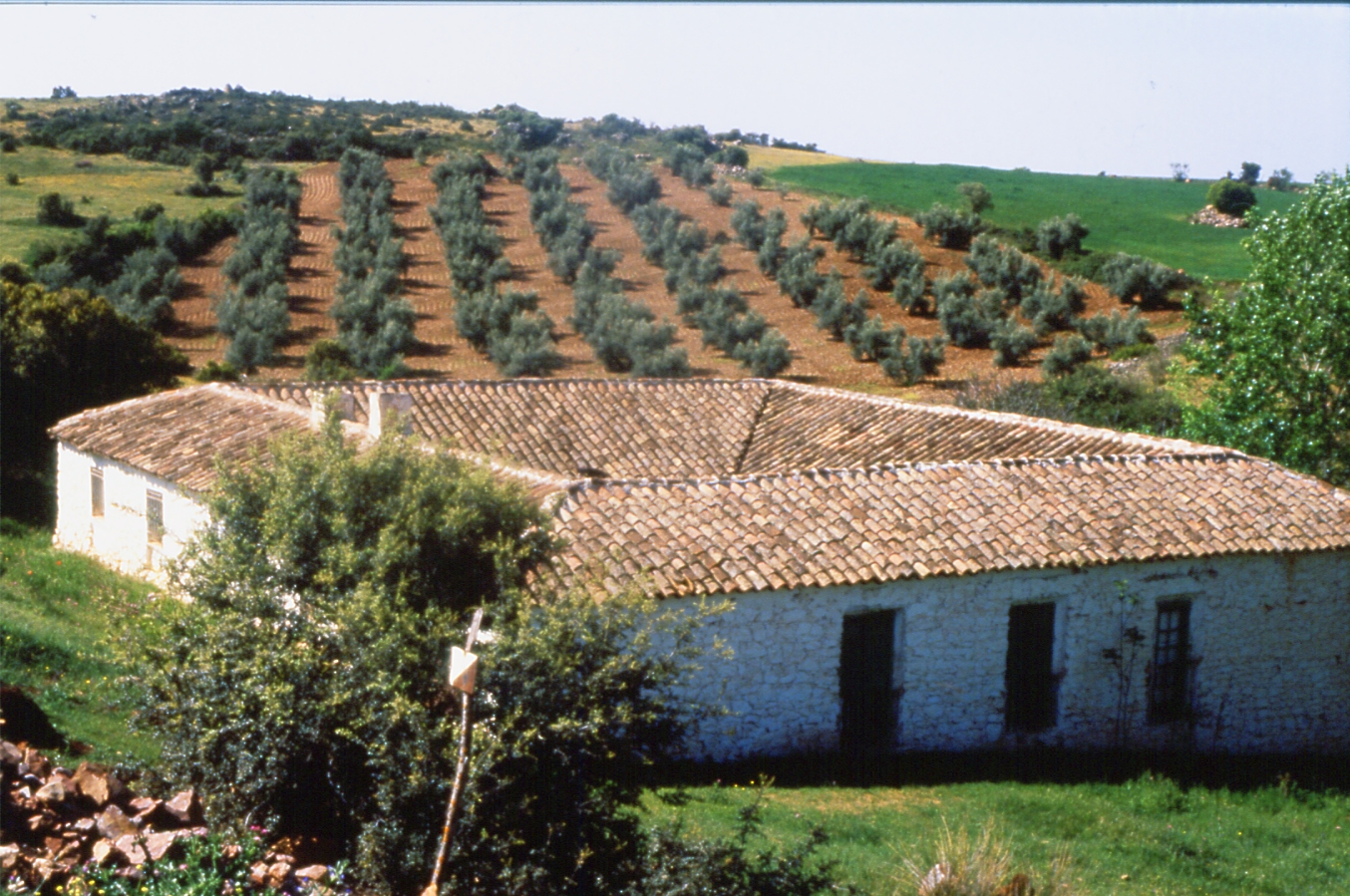
Sierra Morena (południe Hiszpanii)

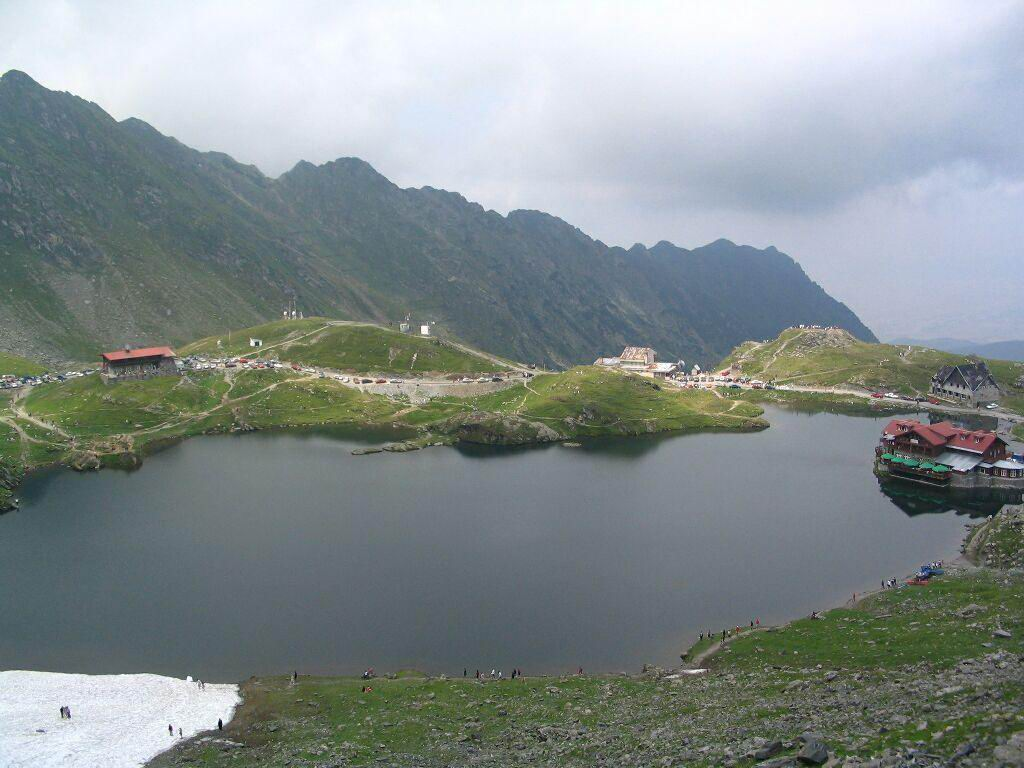
Jezioro Bâlea w Górach Făgăraș (Karpaty Południowe)

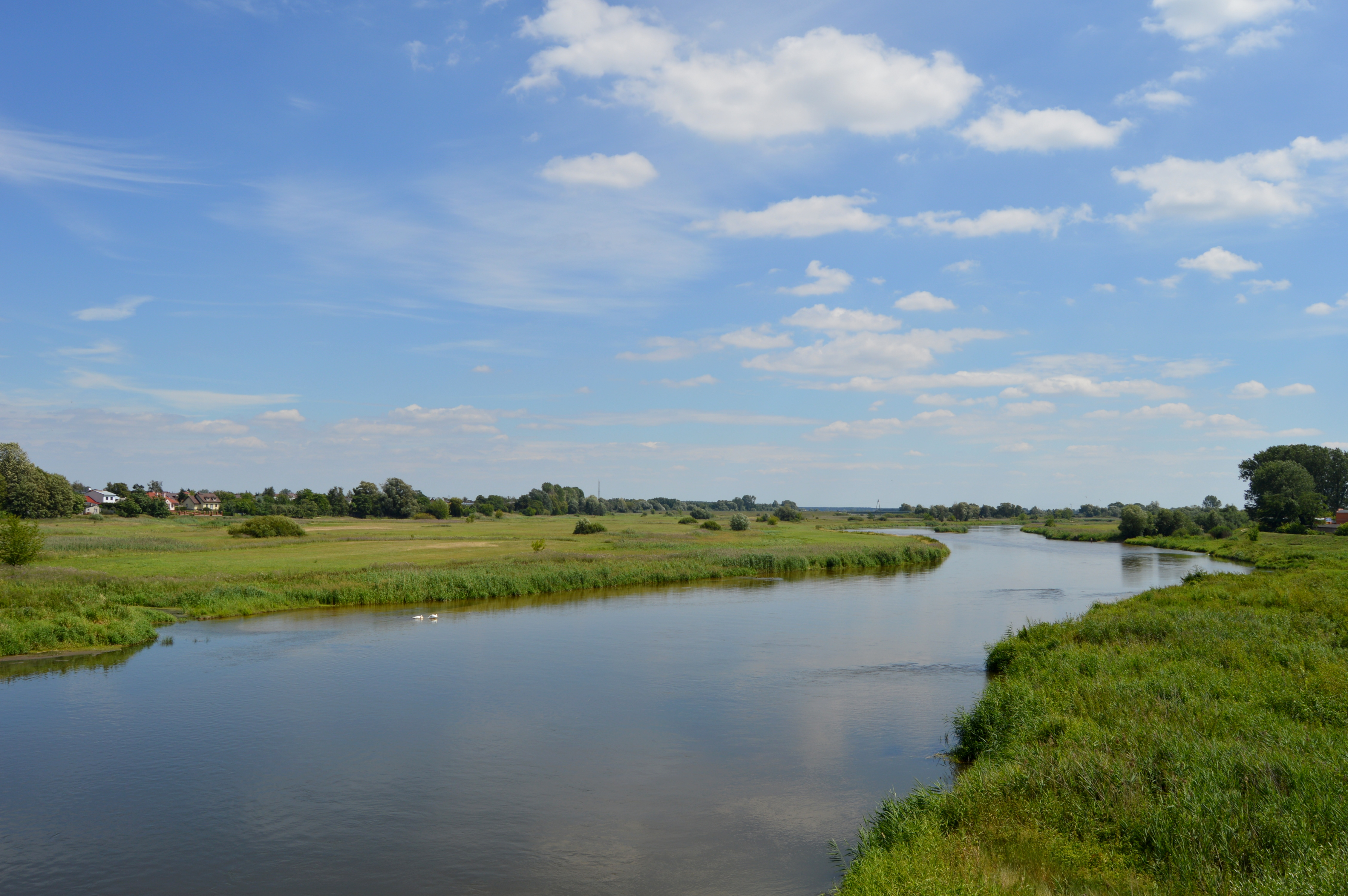
Rzeka Warta w Nizinie Wielkopolskiej (okolice Koła)

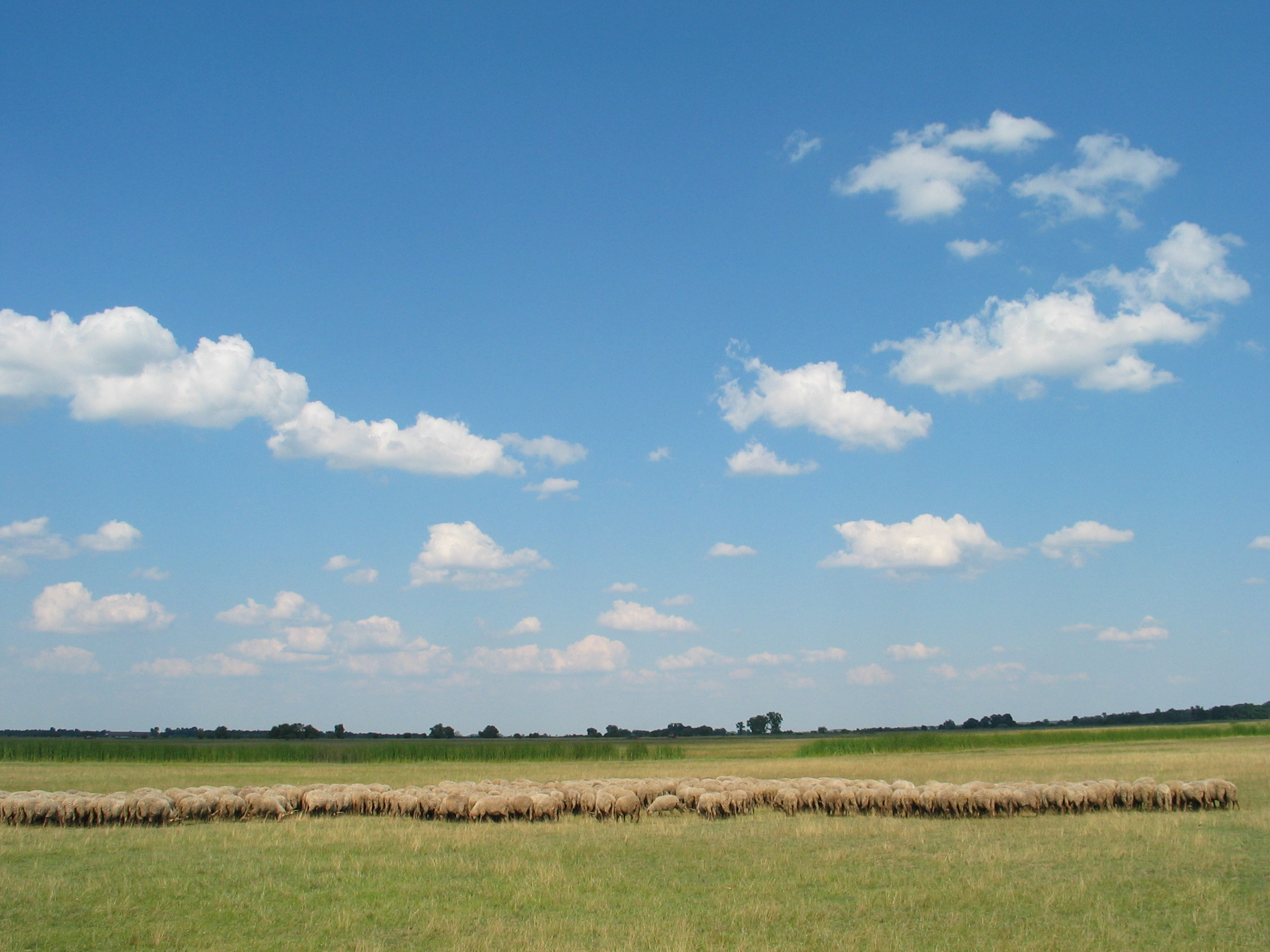
Nizinny krajobraz Węgier (Hortobágy)

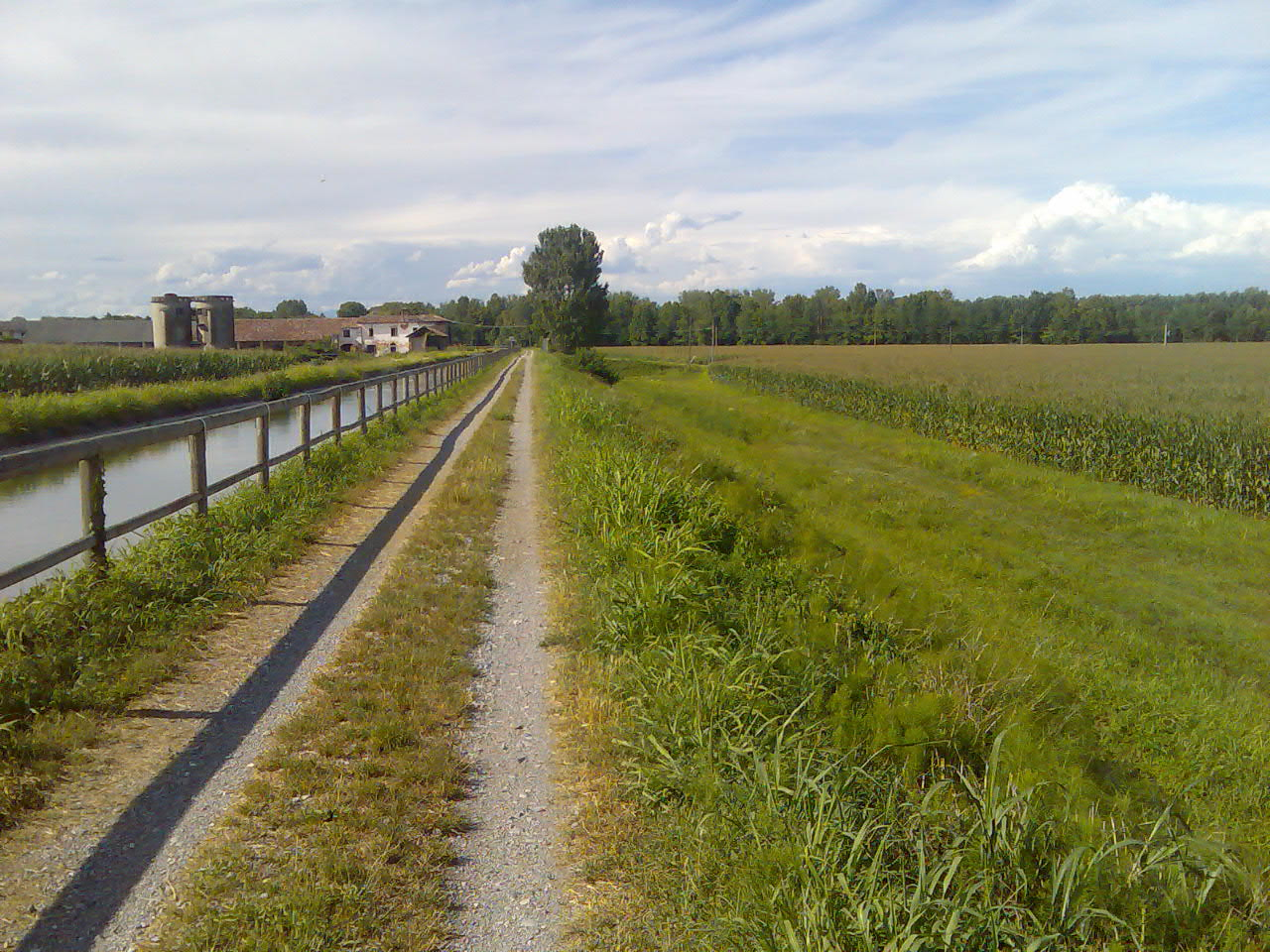
Nizina Padańska w Lombardii (Soresina)

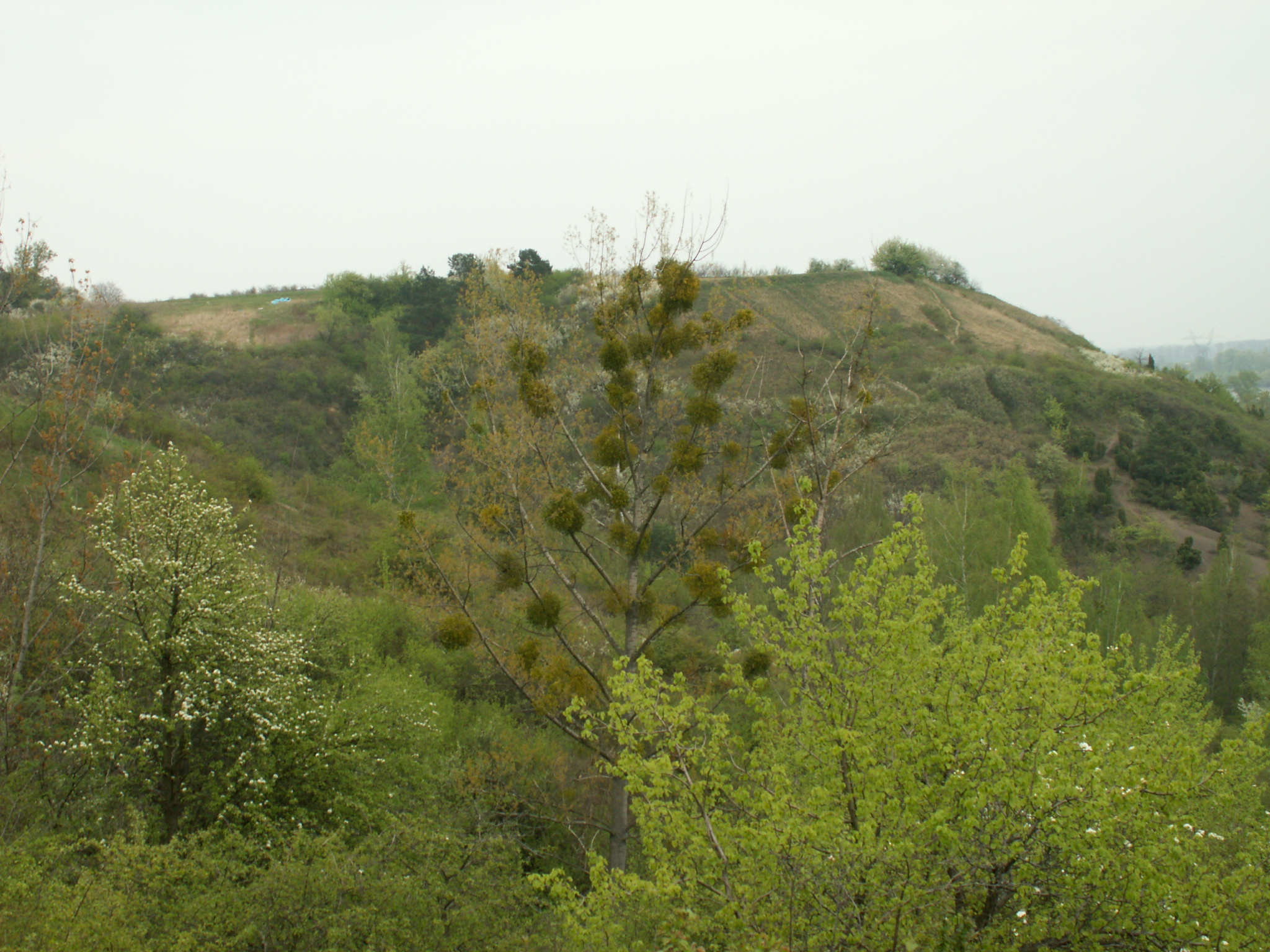
Wyżynny krajobraz Małopolski (Góry Pieprzowe)

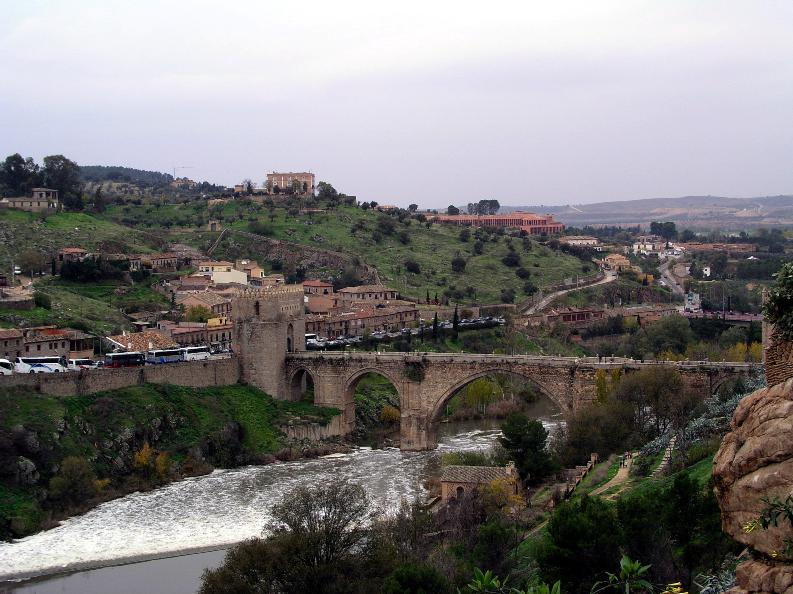
Rzeka Tag (Toledo)

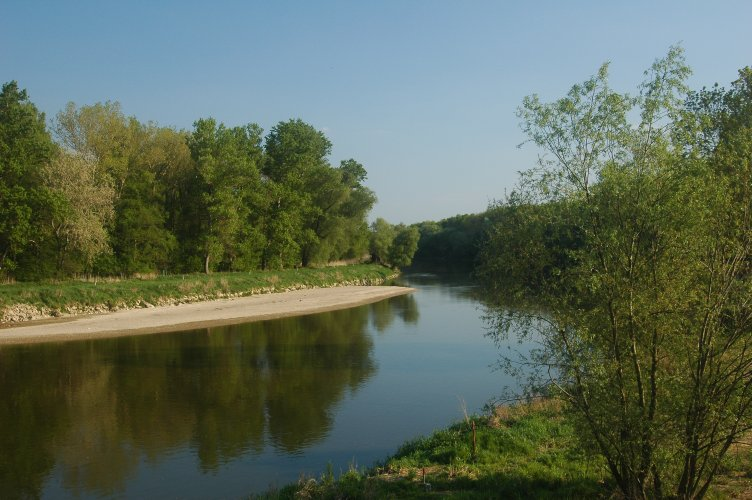
Rzeka Morawa (pogranicze austriacko-słowackie)

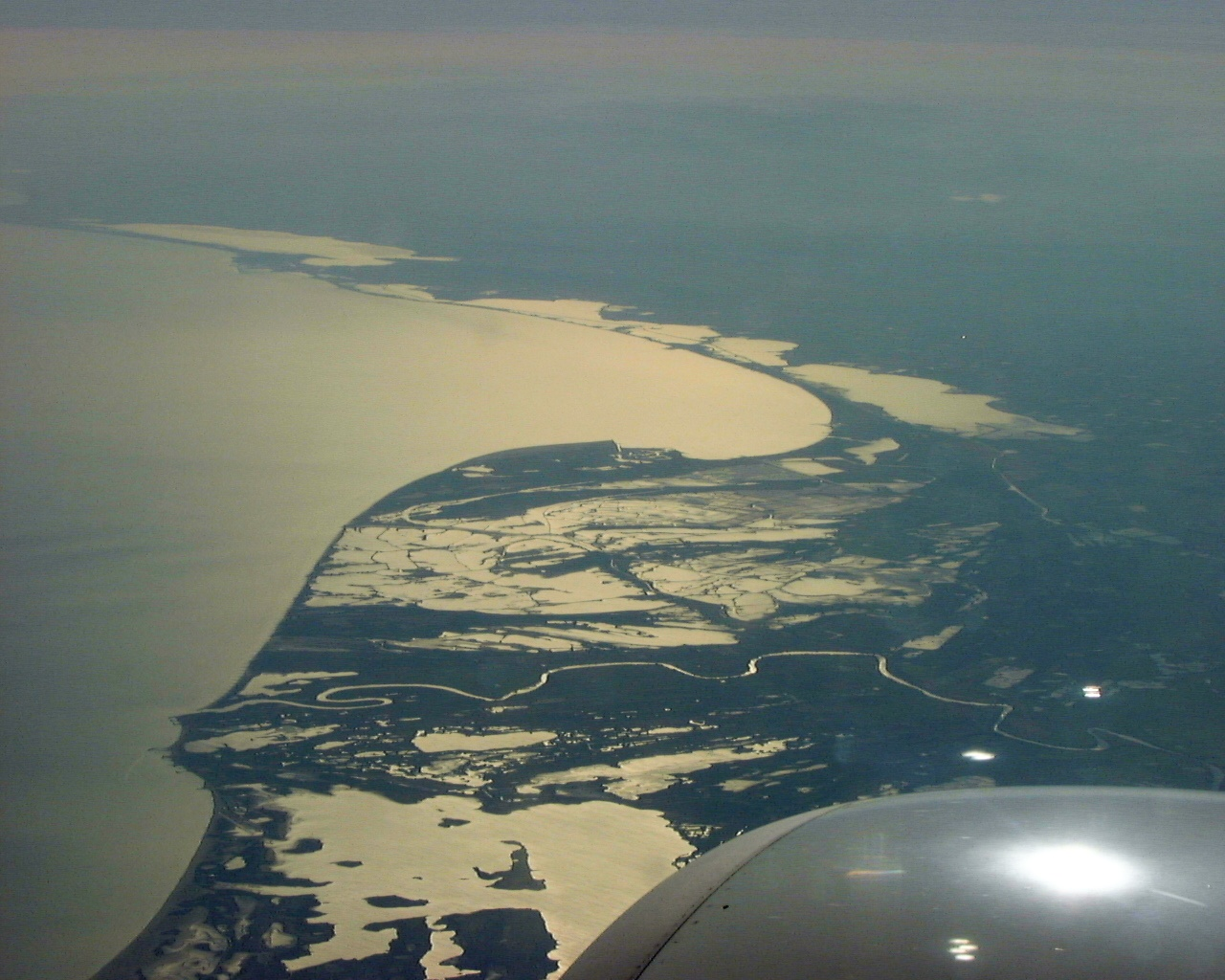
Delta rzeki Rodan (Francja)

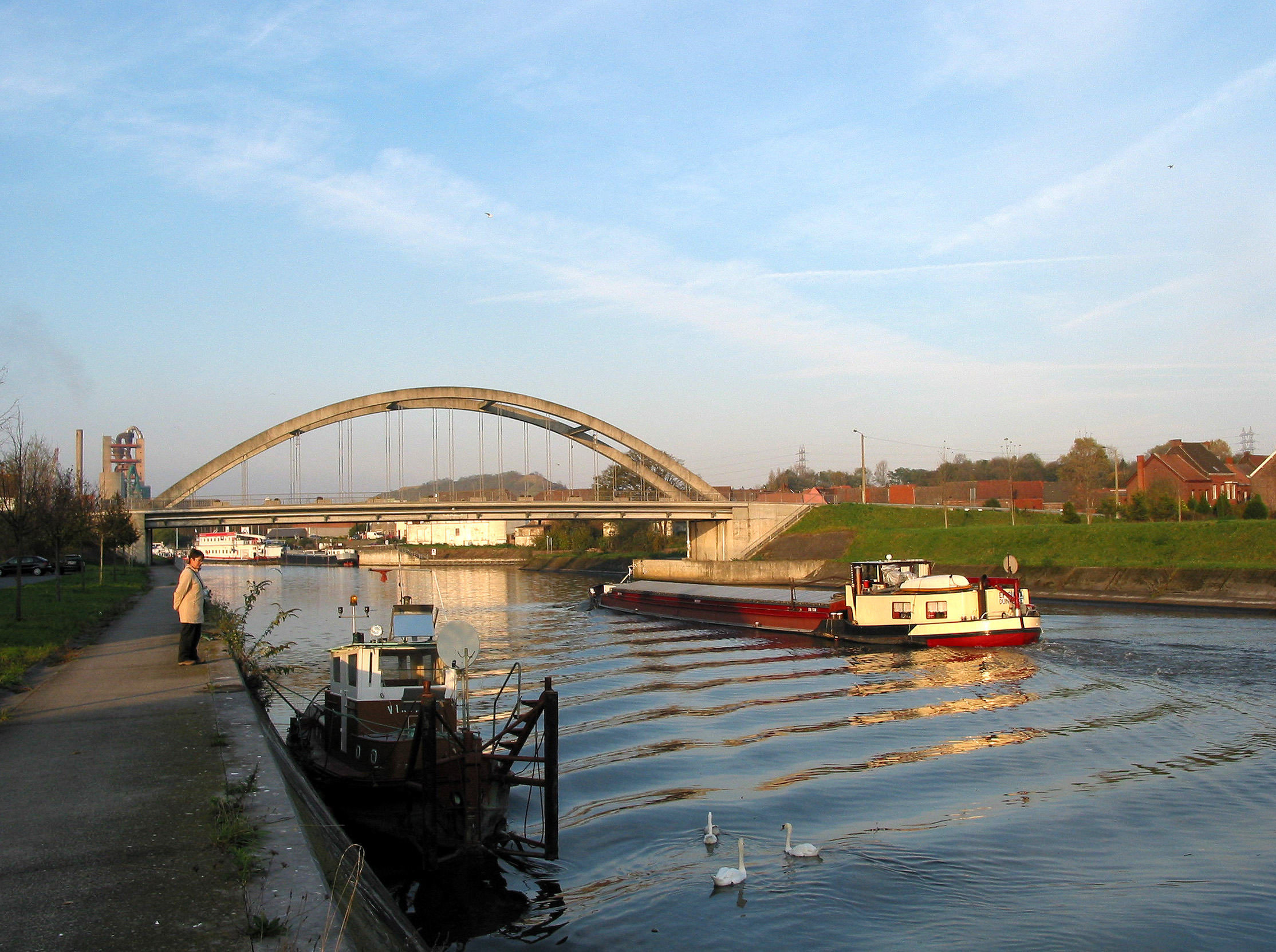
Rzeka Skalda (Antoing-Belgia)

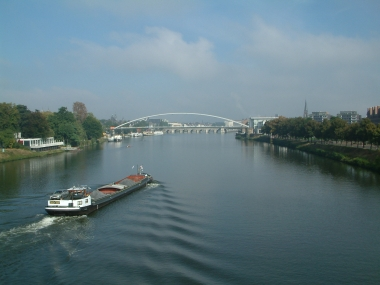
Rzeka Moza (Maastricht)

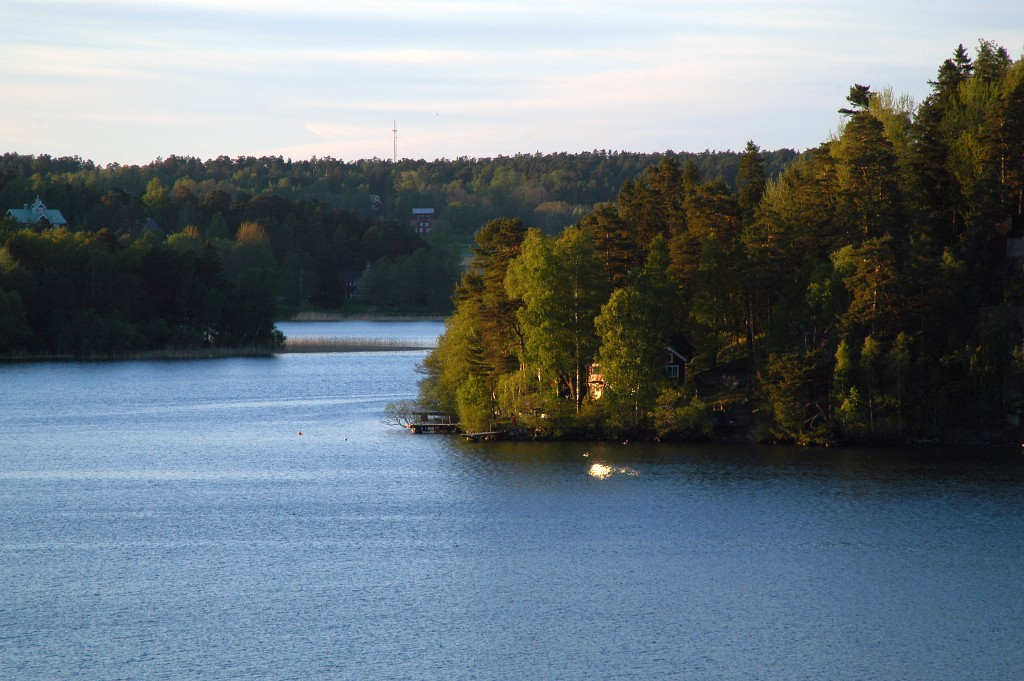
Jezioro Melar (Szwecja)

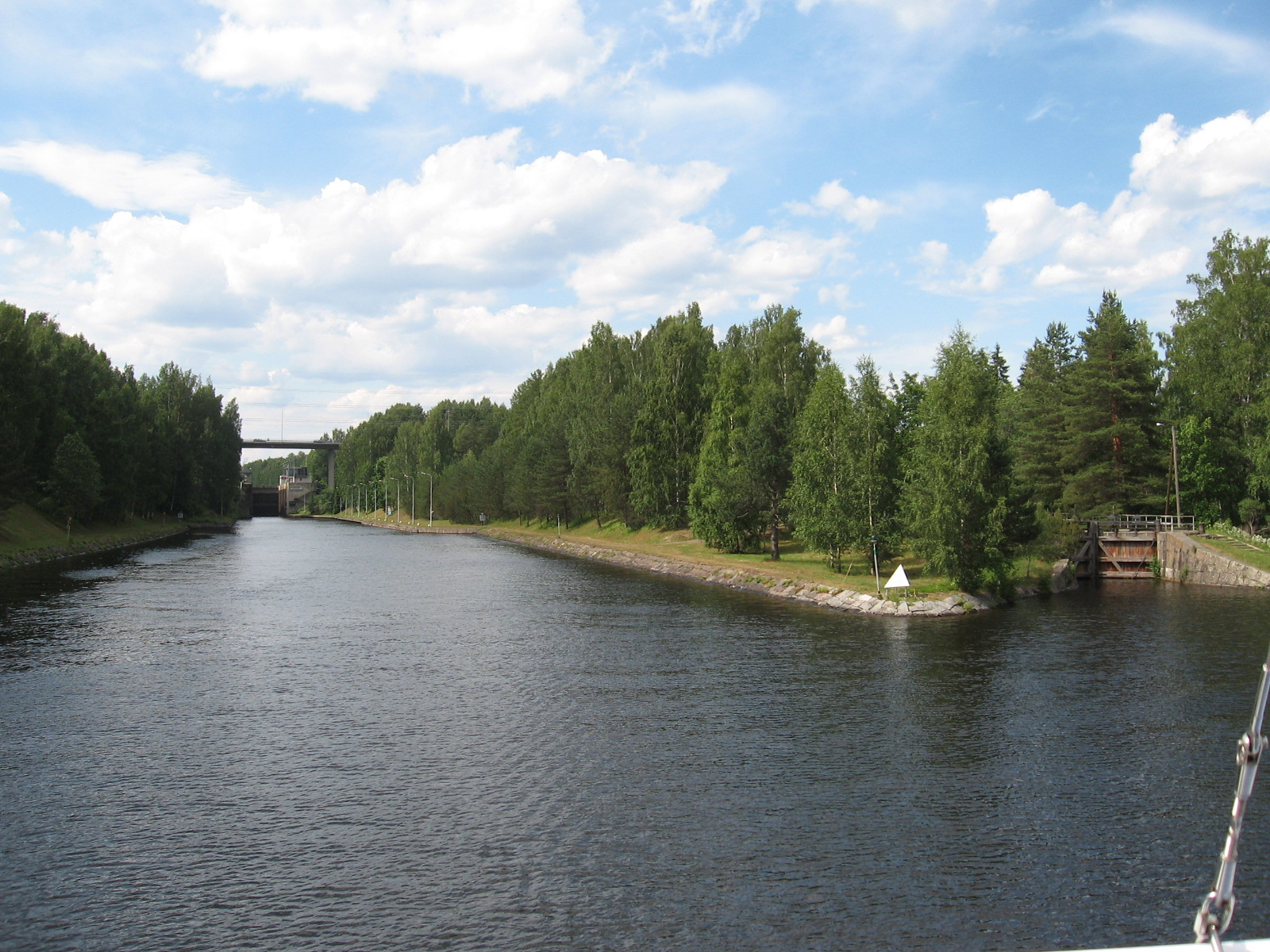
Jezioro Saimaa (Finlandia)

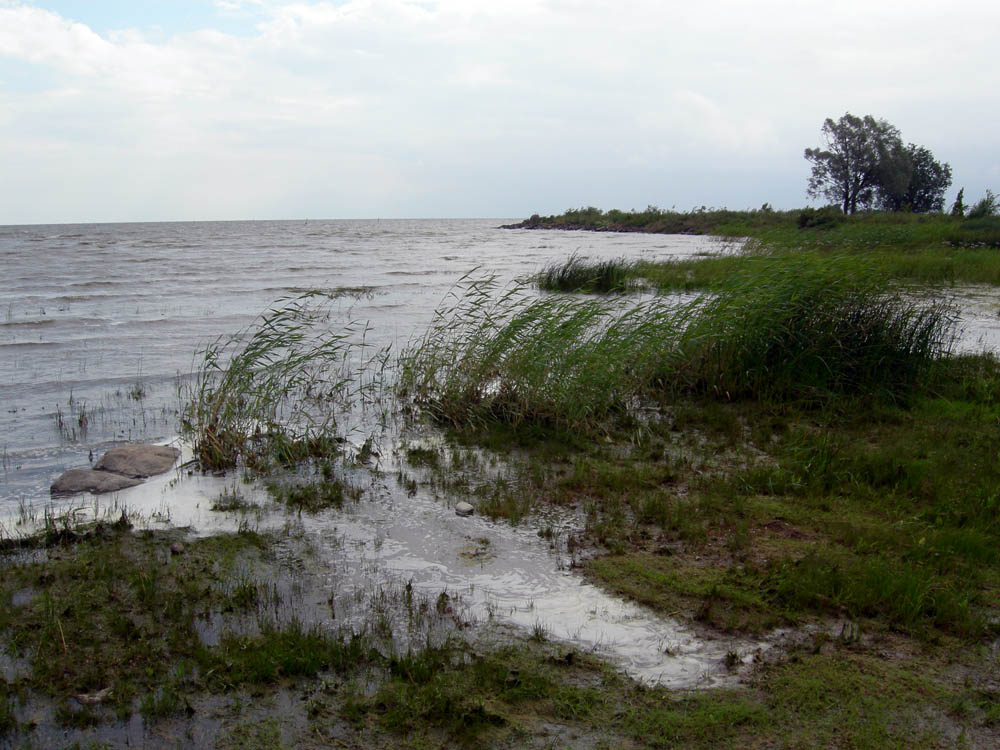
Jezioro Pejpus (Estonia)

UE zajmuje obszar 4 422 773 km². Geograficznie leży na 5 kontynentach: w Europie (większość terytorium), w Azji (Cypr), w Afryce (m.in.: Reunion, Ceuta), w Ameryce Południowej (Gujana Francuska), w Ameryce Północnej (m.in. Martynika).
Suma terytoriów państw członkowskich daje 7. miejsce pod względem powierzchni (za Australią, przed Indiami) i stanowi 3% powierzchni lądu.
Największa powierzchniowo jest Francja, najmniejsza Malta.
| Wyłączając:                         |
| ----------------------------------- |
| Cypr Północny · Strefa buforowa ONZ |

| Wyłączając:              |
| ------------------------ |
| Grenlandia · Wyspy Owcze |

| Włączając:      |
| --------------- |
| Wyspy Alandzkie |

| Włączając:                                                                  |
| --------------------------------------------------------------------------- |
| Gujana Francuska · Gwadelupa · Majotta · Martynika · Reunion · Saint-Martin |

| Wyłączając: |
| --- |
| Nowa Kaledonia · Polinezja Francuska · Saint-Barthélemy · Saint-Pierre i Miquelon · Wallis i Futuna · Wyspa Clippertona · Francuskie Terytoria Południowe i Antarktyczne |

| Włączając: |
| ---------- |
| Athos      |

| Włączając:                          |
| ----------------------------------- |
| Ceuta · Melilla · Wyspy Kanaryjskie |

| Wyłączając:                                                      |
| ---------------------------------------------------------------- |
| Aruba · Bonaire · Curaçao · Saba · Sint Eustatius · Sint Maarten |

| Włączając:                      |
| ------------------------------- |
| Büsingen am Hochrhein Helgoland |

| Włączając:     |
| -------------- |
| Azory · Madera |

| Włączając:                |
| ------------------------- |
| Campione d’Italia Livigno |

## Morza
Długość linii brzegowej: 66 000 km. Największe morza opływające UE:
- Ocean Atlantycki
  - Morze Śródziemne
    - Morze Adriatyckie
    - Morze Jońskie
    - Morze Egejskie
      - Morze Kreteńskie
      - Morze Mirtejskie
      - Morze Trackie

    - Morze Lewantyńskie
    - Morze Liguryjskie
    - Morze Tyrreńskie
    - Morze Alborańskie
    - Morze Balearskie

  - Morze Bałtyckie
  - Morze Czarne
  - Morze Północne
  - Morze Celtyckie
  - Morze Irlandzkie
  - Morze Szkockie
  - Morze Hebrydzkie
  - Morze Karaibskie

- Ocean Indyjski

## Granice zewnętrzne
Granice lądowe Unii Europejskiej:
- od północy z: Norwegią, Rosją (w tym obwodem królewieckim), Wielką Brytanią (na wyspie Irlandii)
- od wschodu z: Białorusią, Ukrainą, Mołdawią,
- od południa z: Turcją, Serbią, Macedonią Północną, Albanią, Czarnogórą, Bośnią i Hercegowiną, Monako
- enklawy z: Szwajcarią, Liechtensteinem, Andorą, San Marino, Watykanem
- granice afrykańskie z: Marokiem,
- granice południowoamerykańskie z: Surinamem, Brazylią.
- zgodnie z prawem międzynarodowym cały Cypr został członkiem UE, de facto tylko jego południowa część, stąd UE graniczy również z Turecką Republiką Cypru Północnego
- terytoria zależne, które graniczą z UE: Gibraltar, Akrotiri, Dhekelia, Sint Maarten.

## Skrajne punkty
Uwzględniając całe terytorium UE:
- Północny – Nuorgam, Finlandia
- Południowy – Saint-Joseph, Reunion, Francja
- Wschodni – Sainte-Rose, Reunion, Francja
- Zachodni – Gwadelupa, Francja

Uwzględniając tylko jego kontynentalną europejską część (bez wysp):
- Północny – Nuorgam, Finlandia
- Południowy – Przylądek Marroquí, Hiszpania
- Wschodni – Virmajärvi, Finlandia
- Zachodni – Cabo da Roca, Portugalia

## Geograficzny środek Unii Europejskiej
Środek geograficzny UE – ustalony przez Francuski Państwowy Instytut Geograficzny w Paryżu – znajduje się na szczycie wzgórza w powiecie Gelnhausen w Hesji w pobliżu Frankfurtu nad Menem. Jego współrzędne to 50°10′21″N 9°09′00″E/50,172500 9,150000.

## Linia brzegowa
Ważniejsze półwyspy: Skandynawski, Iberyjski, Bałkański, Apeniński, Jutlandzki, Bretoński, Cotentin, Chalcydycki, Peloponez.
Ważniejsze wyspy: Sycylia, Sardynia, Korsyka, Cypr, Kreta, Zelandia, Nørrejyske Ø, Eubea, Fionia, Gotlandia, Sarema, Lesbos, Olandia, Lolland, Hiuma, Rugia, Chios, Bornholm, Madera, Malta, Martynika, Reunion, Gwadelupa, Uznam, Wolin, Muhu, Langeland, Helgoland, Teneryfa, Soisalo, Gran Canaria, Rodos, Kefalinia, São Miguel, La Palma, Korfu, Limnos, Zakintos, Terceira, Tasos, Kos, Leukada, El Hierro, Kithira, Ikaria, Elba, Skiros, Tinos, Paros, Fehmarn, Samotraka, Milos, Keos, Ios, Amorgos, Kalymnos, Mykonos, Salamina, Vormsi, Leros, Kasos, Alonisos, Tilos, Patmos.
Ważniejsze archipelagi: Wyspy Kanaryjskie, Azory, Baleary, Wyspy Jońskie, Wyspy Alandzkie.

## Ukształtowanie powierzchni
Ważniejsze łańcuchy górskie:
- Góry Skandynawskie
- Góry Kantabryjskie
- Góry Iberyjskie
- Kordyliera Centralna
- Sierra Morena
- Góry Betyckie
- Pireneje
- Masyw Centralny
- Masyw Armorykański
- Alpy
  - Zachodnie
  - Wschodnie
- Apeniny
- Reńskie Góry Łupkowe
- Masyw Czeski
  - Sudety
- Karpaty
  - Południowe
  - Wschodnie
  - Zachodnie
- Stara Płanina, Rodopy

Większe niziny: Padańska, Niziny Środkowopolskie, Niemiecka, Rumuńska, Wielka Nizina Węgierska, Czarnomorska, Naddunajska – Bułgaria, Naddunajska – Słowacja.
Depresje: Zuidplaspolder (Holandia), Neuendorf (Niemcy), delta Rodanu (Francja), Żuławy Wiślane (Polska).
Wyżyny: Bawarska, Czesko-Morawska, Małopolska, Lubelska, Transylwańska, Gujańska.

## Wody wewnętrzne
Większe rzeki: Dunaj, Ren, Łaba, Wisła, Dźwina, Loara, Tag, Duero, Niemen, Moza, Ebro, Odra, Pad, Rodan, Vilaine, Charente, Warta, Garonna, Adour, Mondego, Torne, Dalälven, Kemijoki, Kymijoki, Narwa, Parnawa, Warnow, Drawa, Morawa, Lech, Izara, Sekwana, Touques, Orne, Segura, Tyber, Adyga, Alfios, Göta älv, Skalda, Maroni, Oyapock, Shannon.
Większe jeziora: Wener, Saimaa, Pejpus, Wetter, Melar, Bodeńskie, Genewskie, Garda, Como.
Lodowce: największe lodowce znajdują się w Górach Skandynawskich, Alpach i Pirenejach.

## Klimat
Unia poprzez swój ogromy obszar i posiadanie terytoriów na kilku kontynentach posiada zróżnicowany klimat – od podbiegunowego po równikowy. Jednak przeważająca większość terytorium leży w klimacie morskim, kontynentalnym i śródziemnomorskim.

## Wulkanizm
Czynne: Stromboli, Etna, Amiata, Wezuwiusz, Vulcano, Santoryn, Teide, Piton des Neiges, Soufrière.

## Gleby
Układ gleb w Europie ma charakter mozaikowy. Główne gleby w Unii Europejskiej:
- Gleby bielicowe
- Gleby darniowo-bielicowe
- Gleby tundry
- Gleby darniowo-bielicowe
- Gleby brunatnoziemne
- Gleby płowe
- Gleby brunatno-bielicowe
- Gleby brązowe
- Gleby brunatnoziemne
- Czarnoziemy
- Mady
- Marsze
- Gleby torfowe